# Hajime Hosogai
Hajime Hosogai (japanisch 細貝 萌 Hosogai Hajime) (* 10. Juni 1986 in Maebashi, Gunma) ist ein ehemaliger japanischer Fußballspieler.

## Karriere

### Vereinskarriere

#### Karrierebeginn in Maebashi
Seine aktive Vereinskarriere als Fußballspieler begann Hosogai, als er im Jahre 1999 in die Jugendabteilung (FC Maebashi Junior Youth, FC前橋ジュニアユース) seines Heimatvereines aufgenommen wurde und dort bis 2001 verweilte. Danach folgte seine Aufnahme an die Maebashi-Ikuei-Oberschule (前橋育英高校), die eine große Anzahl an J.League-1- und -2-Spielern hervorgebracht hat. Diese besuchte er bis 2004 und wurde in deren Fußballbereich ausgebildet. Dabei ging er den gleichen Weg, den auch der spätere zweifache Nationalspieler Takeshi Aoki kurz zuvor ging, ehe er zu den Kashima Antlers wechselte und dort zu einer wichtigen Stütze wurde. Nach seinem Abschluss an der Oberschule schaffte Hosogai im Februar 2005 den Sprung in den Profikader der Urawa Red Diamonds, die ihren Spielbetrieb zu diesem Zeitpunkt bereits seit einigen Jahren wieder in der J. League Division 1, der höchsten Spielklasse im japanischen Fußball, hat. Zu seinem Profiligadebüt für den in Rot spielenden japanischen Erstligisten aus Urawa-ku, einem Stadtbezirk von Saitama, kam er am 9. April 2005 bei einem 1:1-Heimremis gegen Gamba Osaka, als er in der 81. Spielminute für den erfahreneren Tadaaki Hirakawa auf den Rasen kam. Nach einer längeren Pause kam Hosogai im November 2005 zu zwei weiteren Kurzeinsätzen, wovon der längere eine knappe halbe Stunde dauerte. Mit der Mannschaft wurde er in dieser Saison japanischer Vizemeister und zugleich Pokalsieger des Spieljahres 2005. Mit der Mannschaft war er auch im anschließenden Supercup erfolgreich, der im Februar 2006 ausgespielt wurde. Nachdem Hosogai bereits im Cupfinale zum Einsatz gekommen war, wurde er von Trainer Guido Buchwald auch im Supercupspiel, das mit 3:1 über Gamba Osaka gewonnen wurde, eingesetzt.

#### Erfolgslauf der Urawa Red Diamonds setzt sich fort
Nach nur drei Ligaeinsätzen im Jahre 2005 aber großen Erfolgen, fehlte es dem jungen Defensivakteur auch im darauffolgenden Spieljahr 2006 an der nötigen Durchschlagskraft, wobei er es auf lediglich zwei Einsätze (eine 0:2-Auswärtsniederlage gegen JEF United Ichihara Chiba im Mai 2006 und ein 3:0-Heimerfolg über Ventforet Kofu im November 2006) in der höchsten Fußballspielklasse Japans brachte. Für das stark spielende Team reichte es am Ende der Saison 2006 für den Meistertitel, den man mit einem Vorsprung von fünf Punkten auf den nächstgelegenen Kontrahenten Kawasaki Frontale gewann. Auch im Kaiserpokal war die Mannschaft zum wiederholten Male erfolgreich und gewann den Bewerb nach 2005 auch 2006. Im anschließenden Supercup des Spieljahres mussten sich die Urawa Red Diamonds allerdings Gamba Osaka geschlagen geben, die die Begegnung klar mit 4:0 gewannen. Durch den Erfolg in der Liga war das Team auch automatisch für die Gruppenphase der AFC Champions League 2007 qualifiziert, wo sich die Mannschaft von Anfang an klar durchsetzte und es schlussendlich bis ins Finale des Bewerbs schaffte. Dort wurde der iranische Klub Sepahan Isfahan mit einem Gesamtscore von 3:1 abgefertigt und die Urawa Red Diamonds gewannen in weiterer Folge zum ersten Mal in ihren Vereinsgeschichte die asiatische Champions League. Auch Hosogai wurde in dieser Zeit von Trainer Holger Osieck in der Champions League eingesetzt.
Innerhalb der Liga brachte es der gelernte defensive Mittelfeldakteur in der Spielzeit 2007 auf insgesamt acht Einsätze, in denen er allerdings abermals torlos blieb. Dennoch reichte es für die Mannschaft am Ende für den Vizemeistertitel, den man mit einem Rückstand von zwei Punkten auf die Kashima Antlers erreichte und sich damit zum wiederholten Male für die AFC Champions League qualifizierte. Dort stieg die Mannschaft im Viertelfinale ein, wo sie sich mit einem Gesamtscore von 4:3 gegen Al Qadsia Kuwait durchsetzte, jedoch im anschließenden Semifinale gegen den späteren Champions-League-Sieger Gamba Osaka mit einem Gesamtscore von 2:4 aus Hin- und Rückspiel verlor. Zuvor schaffte das Team allerdings bei der FIFA-Klub-Weltmeisterschaft 2007 den dritten Platz, nachdem es im Halbfinale knapp mit 0:1 gegen den AC Mailand verlor, aber dafür das Spiel um den Platz 3 nach der Verlängerung im Elfmeterschießen gegen den tunesischen Klub Étoile Sportive du Sahel gewann. Auch in der J. League der Saison 2008 verlief es für Hosogai weitgehend positiv.

#### Durchbruch als Profispieler
So schaffte er den langerhofften Durchbruch und brachte es auf insgesamt 28 Auftritte in der Liga, in denen er in zwei Begegnungen zum Torerfolg kam. Seinen ersten Treffer erzielte er dabei am 26. Oktober 2008 beim 1:0-Auswärtserfolg über Albirex Niigata, als er in der 80. Spielminute den Siegestreffer beisteuerte. Das zweite Tor gelang ihm bei der 6:1-Auswärtsniederlage am 6. Dezember 2008 gegen die Yokohama F. Marinos, als er den 1:2-Anschlusstreffer erzielte, der sich in weiterer Folge aufgrund der Höhe der Niederlage jedoch als unwesentlich erweisen sollte. In der Liga reichte es allerdings nur für einen siebenten Platz, mit dem man allerdings noch vor dem amtierenden Champions-League-Sieger Gamba Osaka lag.
In der nachfolgenden Spielzeit 2009 etablierte sich Hosogai weiter als eine der Führungskräfte im Team und trug dabei bereits des Öfteren neben dem mehrfachen Internationalen Keita Suzuki die Kapitänsschleife der Mannschaft. In der Liga brachte es der damals 23-Jährige auf 31 der insgesamt 34 möglich gewesenen Ligaeinsätze, erzielte dabei ebenso viele Tore wie in der vorhergegangenen Spielzeit und kam auf zwei Torvorlagen. Mit der Mannschaft konnte er im Endklassement abermals nicht an den Erfolgen der letzten Jahre anschließen und rangierte zum Saisonende lediglich auf dem sechsten Tabellenplatz und hatte dabei einen Rückstand von 14 Punkten auf den Meister, die Kashima Antlers. In der Saison 2010 sackte das Team, das nunmehr von Volker Finke trainiert wurde, weiter ab, wobei man es nur mehr auf den zehnten Tabellenplatz brachte und dabei schon einen großen Rückstand auf Meister Nagoya Grampus hatte. Hosogai selbst brachte es in diesem Spieljahr auf eine Bilanz von 28 Ligaspielen, in denen er einen Treffer erzielte und weitere drei für seine Teamkollegen vorbereitete. Nachdem er bereits im Spieljahr 2009 sieben gelbe Karten in Ligapartien gezeigt bekam, steigerte sich diese Zahl im Jahre 2010 auf insgesamt acht Stück, wobei er bei insgesamt 98 Ligaeinsätzen noch kein einziges Mal des Platzes verwiesen wurde, was wiederum für seine Defensivqualitäten spricht.

#### Transfer nach Deutschland
Aufgrund dieser Leistungen wurde Hosogai in diesem Jahr auch in den Kader der japanischen Nationalmannschaft berufen, wo er unter anderem auch von internationalen Scouts beobachtet wurde. Obwohl er zu diesem Zeitpunkt noch immer den Urawa Red Diamonds angehörte, unterschrieb er in den Weihnachtsfeiertagen 2010 einen bis zum 30. Juni 2013 datierten Vertrag beim deutschen Fußballbundesligisten Bayer 04 Leverkusen. Hosogai, der zu diesem Zeitpunkt noch mit seiner Mannschaft am Kaiserpokal 2010 teilnahm und es dort bis ins Halbfinale schaffte, trat den Wechsel nach Deutschland Anfang des Jahres 2011 an, wobei er allerdings mit sofortiger Wirkung an den deutschen Zweitligisten FC Augsburg verliehen wurde. Sein dortiger Leihvertrag lief bis zum 30. Juni 2012. Gleich nach dem leihweisen Wechsel nach Augsburg trat Hosogai seine Reise nach Katar an, wo er mit der japanischen Nationalmannschaft an der Asienmeisterschaft 2011 teilnahm und deshalb einen Teil der Rückrunde ausfiel. Sein Debüt gab er beim 2:0 am 23. Spieltag gegen den TSV 1860 München, als er in der 67. Minute für Michael Thurk eingewechselt wurde.
Zur Saison 2012/13 kehrte Hosogai nach Leverkusen zurück. Am 21. Mai 2013 wurde er mit einem Vierjahresvertrag von Hertha BSC für die Saison 2013/14 verpflichtet.

#### Leihe in die Türkei
Am 26. August 2015 wurde Hosogai bis zum Ende der Saison 2015/16 in die türkische Süper Lig an Bursaspor ausgeliehen.

#### Wechsel nach Stuttgart
Am 25. Juli 2016 wechselte Hosogai zum VfB Stuttgart.

#### Wechsel zurück in die Heimat
Am 24. März 2017 wechselte Hosogai zu Kashiwa Reysol.

#### Wechsel nach Thailand
Anfang Dezember 2018 wechselte Hosogai in die Thai League nach Thailand zum thailändischen Meister Buriram United. Mit dem Verein wurde er am Ende der Saison 2019 Vizemeister hinter Chiangrai United. Nach 25 Spielen für Buriram wechselte er zur Saison 2020 auf Leihbasis zum Ligakonkurrenten Bangkok United nach Bangkok. Für Bangkok United stand der 28-mal in der ersten Liga auf dem Spielfeld. Nach der Ausleihe kehrte er nach Buriram zurück. Hier wurde sein Vertrag nicht verlängert. Von Juni 2021 bis Ende September 2021 war er vertrags- und vereinslos.
Am 23. September kehrte er nach Japan zurück, wo er einen Vertrag beim Zweitligisten Thespakusatsu Gunma unterschrieb. Am Ende der Saison 2024 musste er mit dem Verein als Tabellenletzter den Weg in die Drittklassigkeit antreten. Nach dem Abstieg beendete er seine Karriere als Fußballspieler.

### Nationalmannschaft
Nachdem Hosogai bereits in einigen Jugendnationalmannschaften Japans aktiv gewesen war, nahm er mit der U-23-Auswahl seines Heimatlandes unter anderem am Fußballturnier der Asienspiele 2006 teil und war mit demselben Team auch beim Turnier von Toulon des Jahres 2008 und dem Fußballturnier der Olympischen Sommerspiele 2008 in Peking im Einsatz. Dort wurde er in zwei Gruppenspielen der Gruppe B eingesetzt, schied aber mit dem Team bereits frühzeitig als Gruppenletzter vom laufenden Bewerb aus. Danach dauerte es bis zum Jahre 2010, ehe der japanische Fußballverband erneut auf das Defensivtalent aufmerksam wurde. Aufgrund der Leistungen, die Hosogai in der Liga erbrachte, wurde er vom Interimstrainer der japanischen Nationalmannschaft Hiromi Hara, der eigentlich als technischer Direktor des Nationalteams agiert, aber kurzfristig als Ersatz einspringen musste, in den A-Nationalkader seines Heimatlandes geholt.
Dort absolvierte Hosogai die Freundschaftsspiele gegen Paraguay (1:0) und gegen Guatemala (2:1) über die volle Matchdauer. Anschließend wurde Hosogai vom neuen Nationaltrainer Alberto Zaccheroni beim historischen 1:0-Sieg über die Nationalmannschaft von Argentinien eingesetzt. Ende Dezember wurde er in den japanischen Kader für die Fußball-Asienmeisterschaft 2011 berufen.

## Erfolge
- 1 × Asienmeister: 2011
- 1 × Japanischer Meister: 2006
- 2 × Japanischer Vizemeister: 2005 und 2007
- 2 × Japanischer Pokalsieger: 2005 und 2006
- 1 × Japanischer Supercupsieger: 2006
- 1 × AFC-Champions-League-Sieger: 2007
- 1 × Dritter Platz bei der FIFA-Klub-Weltmeisterschaft: 2007
- 1 × Thai League – Vizemeister 2019
- 1 × Thai League Cup – 2019: 2. Platz